# Complesso TORCH
Il complesso TORCH (a volte indicato con ToRCH) è l'acronimo di un gruppo di agenti patogeni responsabili di alcune malattie di notevole importanza ostetrica che devono essere individuate attraverso screening in una donna gravida. Questi screening hanno lo scopo di ricercare la presenza di anticorpi IgG e IgM nei confronti di Toxoplasma gondii, Virus della Rosolia, Citomegalovirus ed Herpes simplex, tutti agenti patogeni molto pericolosi per il feto.
In alternativa la O viene a indicare altre malattie (Others in lingua inglese), comprendendo sifilide e infezioni da coxsackievirus, virus varicella-zoster, HIV e parvovirus B19. Tra gli altri agenti infettivi viene a volte incluso il virus dell'epatite B, nonostante questo non passi la placenta e necessiti della rottura della barriera materno-fetale per venir trasmesso, come può capitare in corso di amniocentesi o per emorragia materno-fetale durante il parto.
A volte si può trovare variato in STORCH o TORCHES per l'inclusione della Sifilide.

## Agenti infettivi

### Toxoplasma gondii
La toxoplasmosi è una patologia provocata da Toxoplasma gondii, un protozoo il cui ciclo sessuale si completa esclusivamente a livello intestinale nel gatto; le feci del gatto sono il modo in cui il parassita entra in contatto con l'uomo e può contaminare cibi e terreno. Il potere patogeno del Toxoplasma gondii è ridotto e spesso la patologia ha un decorso asintomatico.

#### Prevenzione
Al momento della scoperta della gravidanza è importante che la donna svolga lo screening per scoprire se è già stata infettata dal toxoplasma. Se la donna risulta negativa al test di screening, ossia non è mai stata affetta da toxoplasmosi, è necessario prestare attenzioni particolari:
- evitare il consumo e la manipolazione con carne cruda o poco cotta
- evitare il contatto con feci di gatto

### Rubella virus
Il Rubivirus responsabile della rosolia può provocare effetti teratogeni nel feto che, alla nascita, presenta dimensioni ridotte. I danni congeniti sono più gravi se il virus viene contratto dalla gestante entro la ventesima settimana, causando al feto cataratta, ritardo mentale, anomalie cardiache e sordità.

### Citomegalovirus
Il Citomegalovirus è un Herpesvirus che può colpire il feto per via transplacentare o ematica (infezione congenita) o per passaggio diretto durante il transito nel canale del parto (infezione perinatale).
Il virus è la causa principale di malattia virale congenita, che si manifesta nel 10% dei neonati venuti a contatto durante la vita intrauterina; l'infezione connatale viene invece eliminata a un mese dal parto, senza che si manifestino segni clinici di malattia. Il feto può dimostrare microcefalia, calcificazioni cerebrali, cecità, epatomegalia, splenomegalia, sordità e ritardo mentale.
La diagnosi può essere effettuata non soltanto tramite la ricerca della reazione anticorpale della madre verso gli agenti infettivi, ma anche con la ricerca stessa del DNA dell'agente, anche dopo infezioni appena contratte, grazie alla PCR.

### Herpes Simplex
Il virus Herpes Simplex, in particolare il tipo 2, può causare infezioni alle vie genitali femminili che si possono trasmette al feto durante la vita intrauterina o, più frequentemente, durante il passaggio nel canale del parto. Nel caso la malattia sia attiva o vi sia comunque rilascio di virus a livello vaginale nelle fasi finali della gravidanza, l'infezione può essere scongiurata mediante l'esecuzione di un parto cesareo.
L'infezione neonatale da questo virus è particolarmente grave, con coinvolgimento di fegato, polmoni e sistema nervoso centrale; si manifesta con lesioni vascolari, segni di sepsi, ritardo mentale, deficit neurologici e può condurre a morte.